# أندريا بريغينتي
أندريا بريغينتي (بالإيطالية: Andrea Brighenti)‏ (2 ديسمبر 1987 في إيطاليا - ) هو لاعب كرة قدم إيطالي في مركز الهجوم. لعب مع نادي كريمونيسي واتحاد بافيا لكرة القدم وAC Renate ‏ وAC Sambonifacese ‏ وفيرتوس فيرونا.

## وصلات خارجية
- أندريا بريغينتي على موقع قاعدة بيانات كرة القدم.إي يو (الإنجليزية)
- أندريا بريغينتي على موقع Soccerway.com (الإنجليزية)
- أندريا بريغينتي على موقع عالم كرة القدم.نت (الإنجليزية)
- أندريا بريغينتي على موقع GSA (الإنجليزية)